# بيئة اجتماعية
البيئة الاجتماعية (بالإنجليزية: Social environment)‏ هي المحيط الذي تحدث فيه الإثارة والتفاعل لمن يعيش في ظله من أفراد المجتمع.وتتضمن مكونات أو انساق عديدة منها أفراد وجماعات ومؤسسات إلى جانب الأسرة حيث يكون لكل منها ارتباط بما يمتلكه الإنسان من سلوكيات قد تكون إيجابية أو سلبية.

## مفهوم البيئة الاجتماعية
هناك العديد من التعريفات لعلماء الاجتماع للبيئة الاجتماعية ومنها:
تعريف أحمد زكي بدوي: بأنّها تلك البيئة التـي تـشكّل النظم والقواعـد والقوانين واللوائح والعادات والتقاليد والقيم والمعايير والأعراف أو العلاقـات الاجتماعيـة واللغـة والـدين
والأوضاع الاقتصادية والنظم السياسية والتعليم والأعلام والفنون والآداب والظروف الصحية، وعوامل البيئة مترابطة جميعها مع بعضها البعض، ومؤثرة في الإنسان وتتأثر فيه.في حين عرفها آخرين بأنّها ذلك الوسط الاجتماعي الذي يمارس فيه الإنسان مختلف أنـشطته حياتـه اليومية ويشمل هذا الإطار الكائنات الحية كافة من حيوان ونبات وإنسان فتـستمر علاقـة الإنـسان بالبيئـة المحيطة به من نبات وحيوان وموارد وثروات. كما تشير البيئة الاجتماعية إلى البيئة المادية والاجتماعية المباشرة التي يعيش فيها الناس أو يحدث فيها شيء ما أو يتطور فيه. ويشمل الثقافة التي تعلم الفرد أو يعيش فيها، والأشخاص والمؤسسات الذين يتفاعلون معهم.
يتضمن مفهوم البيئة الاجتماعية:
1. الجوانب المادية: التي تمثل المباني، الشوارع، المناطق الصناعية والزراعية ومجال العمل...إلخ.
2. الجوانب الاجتماعية: تشمل العلاقات الاجتماعية بين الأفراد والجماعات والمؤسسات التي يتعامل معها الفرد بما تمثله من أسرة، أصدقاء، المؤسسات التعليمية كالمدارس، جماعة العمل...إلخ.
3. مجموعة القوانين والعادات والتقاليد التي يلتزم بها الفرد في بيئته.[6]

## تأثير البيئة الاجتماعية
1. تأثير البيئة الاجتماعية على السلوك: كثيراً ما تكون البيئة المحيطة بالفرد سواء الداخلية التي تمثل الأسرة بالدرجة الأولى، أو الخارجية المتمثلة في المجتمع الأساس الذي يبنى عليه سلوكيات الإنسان، وتتبلور فيه اتجاهاته الشخصية.
2. تأثير البيئة الاجتماعية على الوعي الصحي: الصحة تتأثر بشكل واضح بالبيئة الاجتماعية التي تفرض على الفرد اتباع أساليب معينة من أجل الحفـاظ عليهـا (أي صحته)، وهنا فإنّه يتمثل السلوكيات التي تعتمدها بيئته الاجتماعية لتصبح جزءاً أساسياً من شخصيته. هذا التمثل الذي يبدو واضحاً في تبنيه لمفاهيم وتصورات صحية تسهم في الحفاظ على سلامة صحته الجسمانية والنفسية. وهذا ما يجعل البيئة الاجتماعية تلعب دوراً مهما في بلورة مفهوم الوعي الصحي لدى الأفراد وتشكيل سلوكيات معيارية تتبنى منهجاً ورؤية ثابتة للتعامل مع المعوقات التي تقف أمام ممارسة الفرد لحياته بشكل طبيعي.[7]
3. تأثير البيئة على المواهب: تعد البيئة من العوامل المحيطة المهمة التي تؤثر بالفنان بشكل أو بآخر في تعزيز مدركاته الحسية حيث أن البيئة تشكل مصدرا ملهما للكثير من الأعمال الفنية وكذلك البيئة الاجتماعية هي التي تدعم وتعزز أفكار الفنان من خلال ما يقوم ويحور ويضيف ويأخذ من البيئة بشكل يشبه في ذهن المتلقي حالات مثيرة ممتعة.